# 地檀香
地檀香（学名：Gaultheria forrestii）是杜鹃花科白珠树属的植物，是中国的特有植物。

## 形态
常绿灌木或小乔木；矩圆形至披针状椭圆形的硬革质叶片，有疏锯齿，上面绿色，下面为黄棕色，密生深色小斑点；秋季开白绿色花，总状花序；深暗蓝色浆果状球形蒴果。

## 分布
分布于中国大陆的云南、贵州、四川等地，生长于海拔600米至3,600米的地区，常生长在干燥阳处，目前尚未由人工引种栽培。

## 别名
岩子果、香叶子、冬青叶、老鸦果、炸山叶（云南） 透骨消（四川） 阿门吉利（云南丽江纳西族语）

## 异名
- Gaultheria forrestii Diels var. setigera C. Y. Wu et T. Z. Hau